# Naysa Aerotaxis
Naysa Aerotaxi is een Spaanse luchtvaartmaatschappij met haar thuisbasis in Gran Canaria. Naast taxivluchten op charterbasis voert zij ook reguliere lijnvluchten uit.

## Geschiedenis
Naysa Aerotaxis werd opgericht in 1969 in Córdoba als Aereal News. In 1970 werd de naam gewijzigd in Noticias Aereas om in 1977 weer een nieuwe naam te krijgen, namelijk Navegacion y Servicios Aereoa Canarios. De basis werd verlegd naar Gran Canaria. In 1991 werd Naysa overgenomen door Canarias de Aviacion.

## Bestemmingen
Naysa Aerotaxi voert lijnvluchten uit naar: (augustus 2007)
- Dakhla (Westelijke Sahara)
- Gran Canaria
- Tenerife

## Vloot
Naast kleinere taxi-vliegtuigen bestaat de vloot van Naysa Aerotaxi uit: (augustus 2007)
- 2 ATR-72-200